# Shawn Michaels
Shawn Michaels, pseudonimo di Michael Shawn Hickenbottom (Chandler, 22 luglio 1965), è un ex wrestler statunitense sotto contratto con la WWE, dove svolge il ruolo di booker e produttore di NXT.
Considerato uno dei migliori wrestler di tutti i tempi, Michaels lottò per la World Wrestling Federation/Entertainment dal 1988 fino al suo primo ritiro - dovuto ad un grave infortunio alla schiena - nel 1998. Apparve, comunque, senza lottare in diversi ruoli dal 1998 al 2000, mentre fece il suo ritorno sul ring nel 2002, fino al ritiro definitivo nel 2010. Lottò nel main event dei principali eventi in pay-per-view dal 1989 al 2010 e, in particolare, per cinque volte in quello dell'evento principale della federazione, WrestleMania.
È un quattro volte campione del mondo, avendo vinto per tre volte il WWF Championship e una volta il World Heavyweight Championship; vinse, poi, per due volte consecutive, il royal rumble match (edizione 1995 e edizione 1996) e fu il primo a completare il Grand Slam Championship. Vinse, inoltre, il premio "Match of the Year" della rivista Pro Wrestling Illustrated per un record di undici volte.
Cominciò la sua carriera nella Mid-South Wrestling, territorio della National Wrestling Alliance e l'American Wrestling Association; in quest'ultima federazione, formò un tag team con Marty Jannetty conosciuto come The Midnight Rockers e i due vinsero l'AWA World Tag Team Championship per due volte. I due firmarono poi per la WWF nel 1987, mentre erano ancora sotto contratto con l'AWA, dove tornarono brevemente, per poi firmare in esclusiva con la WWF. Dopo lo scioglimento dei Rockers alla fine del 1991, Michaels iniziò a lavorare come wrestler singolo con la gimmick di "The Heartbreak Kid", prima come heel e poi come face. Esercitò una notevole influenza nelle decisioni di booking come parte di una fazione dello spogliatoio nota informalmente come "The Kliq".
Nel 1997, formò con Triple H, Chyna e Rick Rude la D-Generation X e nello stesso anno prese parte a uno dei match più controversi della storia del wrestling, noto come lo Screwjob di Montréal. Dopo aver subito un grave infortunio alla schiena alla Royal Rumble 1998, che lo costrinse al ritiro dopo aver perso il WWF Championship a WrestleMania XIV, aprì una scuola di wrestling, la "The Shawn Michaels Wrestling Academy", mentre fece il suo ritorno sul ring nel 2002, a SummerSlam. Michaels e Triple H riformarono brevemente la D-X nel 2006, ma, dopo un infortunio di Triple H, tornò a lottare in singolo. Nel 2009, il duo si riunì ancora una volta vincendo lo Unified WWE Tag Team Championship.
Michaels si ritirò definitivamente nel 2010, a WrestleMania XXVI, dopo aver perso contro The Undertaker in un match in cui metteva in palio la sua carriera. Nel dicembre 2010, firmò un contratto a lungo termine con la WWE, che consiste in una serie di apparizioni in ruoli senza impegni sul ring. Nel 2011, venne inserito nella WWE Hall of Fame; la federazione lo ha così descritto: "Chiedi a ogni superstar del roster della WWE chi è l'atleta più dotato di tutti i tempi e quasi tutti daranno la stessa risposta: Shawn Michaels".

## Biografia
Hickenbottom nacque il 22 luglio 1965 a Chandler, Arizona. Ultimo di quattro figli, fu cresciuto in una famiglia militare e visse nei primi anni a Reading, ma crebbe a San Antonio. Da bambino, Hickenbottom odiava il nome Michael, così la sua famiglia e i suoi amici lo chiamarono Shawn. All'età di sei anni, iniziò a giocare a football americano. Giocò come linebacker alla Randolph High School e in seguito divenne il capitano della squadra. Dopo essersi diplomato, Hickenbottom frequentò la Texas State University a San Marcos, la quale abbandonò poco dopo. Successivamente, iniziò ad intraprendere una carriera nel wrestling professionistico.

## Carriera

### Circuito indipendente (1984–1988)

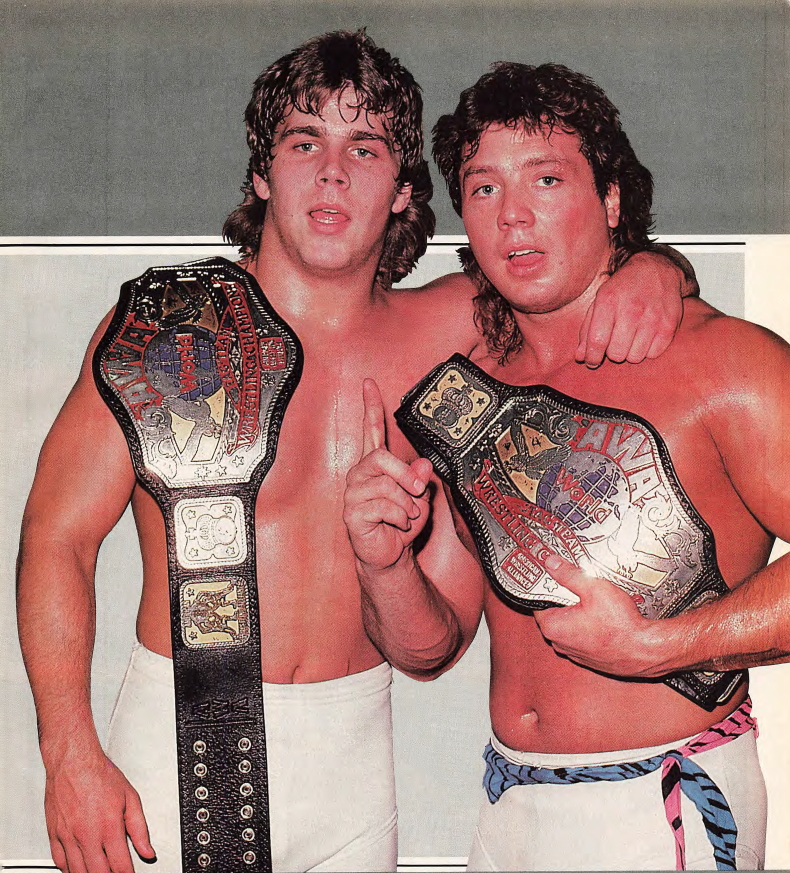
Michaels e Jannetty nel 1987 con l'AWA World Tag Team Championship

Hickenbottom iniziò ad allenarsi sotto la guida del wrestler José Lothario. Durante il suo allenamento, adottò il nome di "Shawn Michaels". Dopo aver concluso il suo allenamento con Lothario, fece il suo debutto come Shawn Michaels il 16 ottobre 1984, nella National Wrestling Alliance, perdendo contro Art Crews.
Nel gennaio 1985, lottò nella World Class Championship Wrestling. Nell'aprile dello stesso anno, lottò nella Central State Wrestling. In quella federazione, Michaels e il suo compagno di coppia Marty Jannetty sconfissero i Batten Twins vincendo l'NWA Central States Tag Team Championship, per poi perderli contro gli stessi Batten Twins.
All'età di 20 anni, fece il suo debutto a livello nazionale come "Sean Michaels" nell'American Wrestling Association, sconfiggendo Buddhakhan. Lottò in coppia con Jannetty dove furono annunciati come Midnight Rockers. I Midnight Rockers vinsero il AWA World Tag Team Championship sconfiggendo Doug Somers e Buddy Rose.

### World Wrestling Federation/Entertainment (1988–presente)

#### The Rockers (1988–1991)

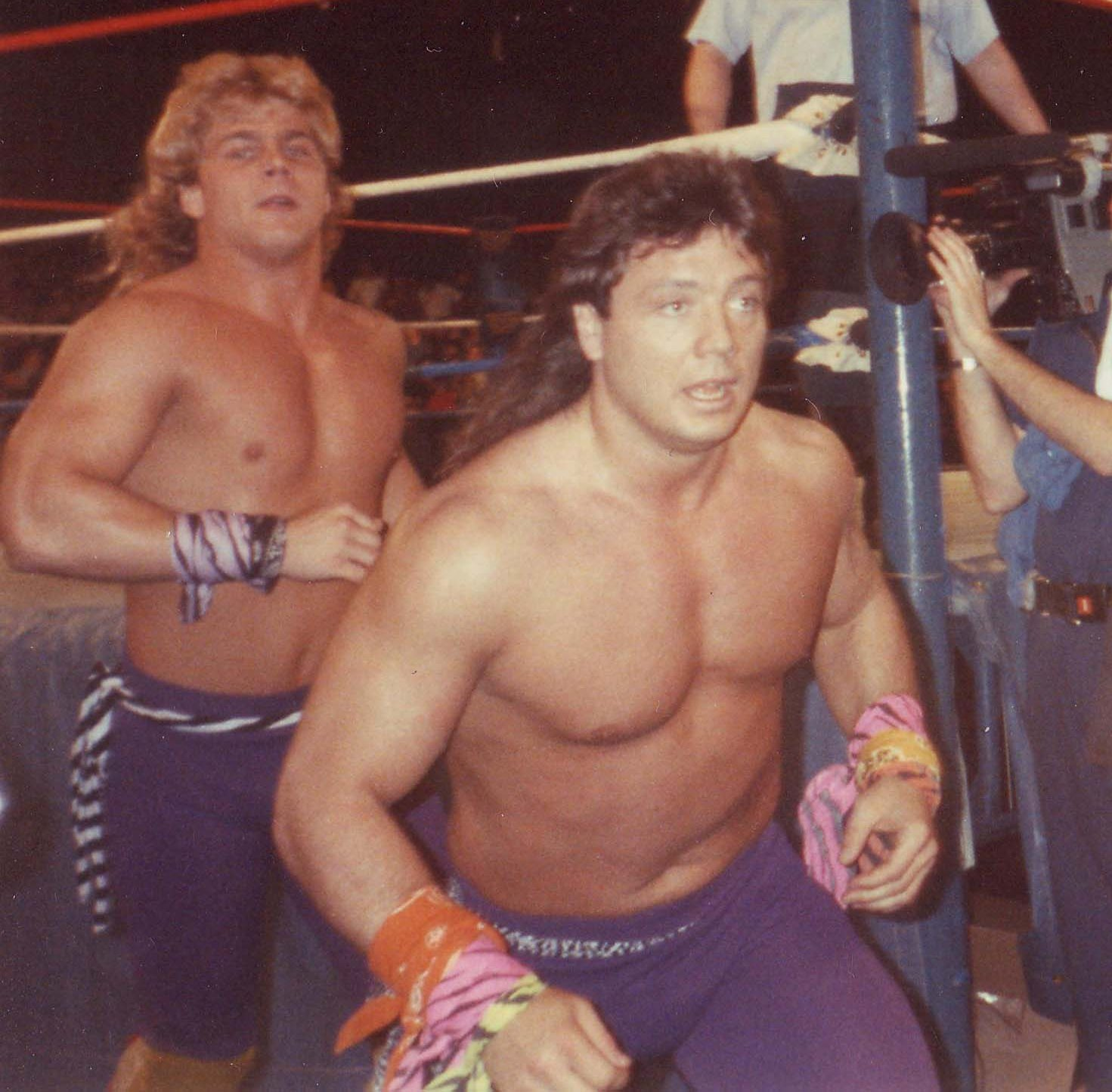
Shawn Michaels insieme a Marty Jannetty durante il loro periodo come The Rockers

I Rockers fecero il loro debutto in un house show il 7 luglio 1988. Vince McMahon, decise di rinominarli semplicemente "The Rockers". Il team divenne in poco tempo uno dei più amati e in quel periodo, Michaels lottò al suo primo pay-per-view in WWF quando i Rockers vennero coinvolti in un 4-on-4 Survivor Series match alle Survivor Series.
Il 30 ottobre 1990, i Rockers vinsero in maniera non ufficiale il WWF Tag Team Championship contro Bret Hart e Jim Neidhart, in quanto la metà del Tag Team Championship, Neidhart era in procinto di lasciare la federazione. Il match fu registrato con la vittoria del titolo dei Rockers, ma poco più tardi, Neidhart firmò un nuovo contratto con la compagnia. Il titolo di coppia venne restituito alla Hart Foundation, mentre il cambio di titolo non è stato mai ufficialmente riconosciuto dalla WWF.
I Rockers continuarono la loro alleanza, che si concluse il 2 dicembre 1991, in un incidente durante il Barber Shop di Brutus Beefcake. Michaels colpì Jannetty con un superkick e lo gettò attraverso il vetro della finestra del Barber Shop. Jannetty tornò in WWF l'anno seguente e ottenne un discreto successo prima di lasciare la compagnia nel 1994, mentre Michaels divenne un heel soprannominato "Boy Toy".

#### Storyline con Diesel (1992–1995)
Sotto suggerimento di Curt Hennig, Michaels adottò il soprannome di "The Heartbreak Kid". Insieme al suo nuovo nome, il suo personaggio si evolse diventando un heel. Michaels venne affiancato dalla valletta, Sensational Sherri la quale, dopo aver lasciato il ruolo di valletta di "Macho Man" Randy Savage, secondo la storyline si era presa una cotta proprio per Michaels

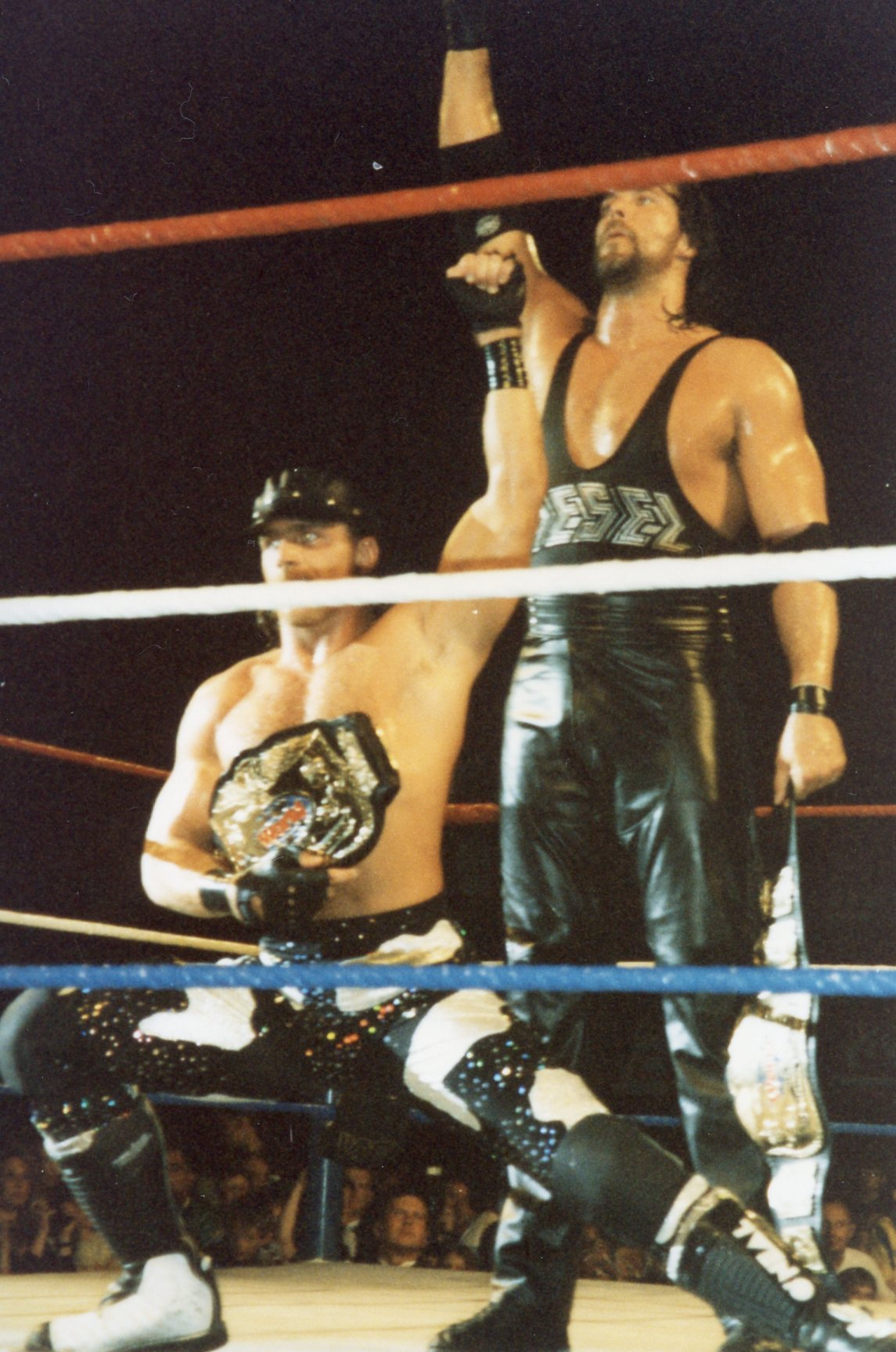
Shawn Michaels e Diesel

A WrestleMania VIII, nel suo primo incontro singolo in un pay-per-view, Michaels sconfisse Tito Santana. Successivamente, Michaels divenne il primo sfidante al WWF Championship di Randy Savage, che affrontò senza successo all'evento britannico UK Rampage, tenutosi il 19 aprile alla Sheffield Arena (il match fu trasmesso negli Stati Uniti nella puntata di Prime Time Wrestling del 15 giugno). Alle registrazioni di Wrestling Challenge del 21 luglio, fallì la conquista dell'Intercontinental Championship contro Bret Hart nel primo Ladder match di sempre. Nella puntata di Saturday Night's Main Event del 27 ottobre, che venne mandato in onda il 14 novembre, Michaels sconfisse The British Bulldog per vincere l'Intercontinental Championship. A Survivor Series, Michaels affrontò Bret Hart per il WWF Championship, perdendo. In origine, Michaels e Hart si sarebbero dovuti affrontare nel main event secondario, ma venne spostato come incontro principale poiché The Ultimate Warrior non poté lottare e fu rimpiazzato da Mr. Perfect in un tag team match insieme a Randy Savage contro il team composto da Ric Flair e Razor Ramon. Successivamente, Michaels ruppe l'alleanza con Sherri e iniziò una rivalità con l'ex compagno di coppia, Marty Jannetty. Il 17 maggio, a Monday Night Raw, Michaels perse l'Intercontinental Championship in favore di Jannetty; titolo che riconquistò il 6 giugno con l'aiuto del debuttante Diesel.
Nel settembre del 1993, Michaels venne sospeso per essere risultato positivo a un test antidoping. Negli show della WWF, la sua sospensione venne spiegata come rifiuto di difendere il titolo. Dopo aver rifiutato l'offerta della World Championship Wrestling, Michaels tornò in WWF il 24 novembre, alle Survivor Series, sostituendo Jerry Lawler come membro dello sconfitto Team Knights, insieme a The Red Knight, The Blue Knight e The Black Knight.
Nel 1994, Michaels iniziò una rivalità con Razor Ramon, che aveva vinto l'Intercontinental Championship, reso vacante da Michaels. La rivalità si concluse in un ladder match a WrestleMania X, vinto da Ramon. L'incontro venne votato dai fan di Pro Wrestling Illustrated come "Match of the Year". Inoltre ricevette un rating di 5 stelle da uno dei membri del Wrestling Observer Newsletter, Dave Meltzer. Nei mesi successivi, Michaels creò un suo talk show personale, l'Heartbreak Hotel, il talk show venne utilizzato principalmente a Superstars.
Il 28 agosto, Michaels e Diesel sconfissero gli Headshrinkers conquistando il WWF Tag Team Championship. Il giorno successivo, a SummerSlam, Diesel perse l'Intercontinental Championship contro Ramon dopo essere stato colpito accidentalmente da un superkick di Michaels. Ciò causò l'inizio dello split tra Michaels e Diesel durato fino alle Survivor Series che portò alla fine del team dopo che Michaels colpì ancora una volta Diesel causando la sua eliminazione. Michaels vinse la Royal Rumble del 1995, acquisendo il diritto di sfidare l'allora campione WWF Diesel, a WrestleMania XI (che aveva vinto il titolo battendo Bob Backlund). Durante la rivalità, Michaels reclutò Sid come guardia del corpo, ed a WrestleMania XI venne sconfitto da Diesel, e la sera seguente, fu attaccato da Sid. In seguito si prese una pausa poiché Vince McMahon lo volle far diventare un beniamino del pubblico.

#### The Kliq (1995–1996)
Michaels tornò nel maggio del 1995 come beniamino del pubblico e sconfisse Jeff Jarrett, conquistando il suo terzo Intercontinental Championship a In Your House 2: The Lumberjacks. In seguito, difese con successo il titolo intercontinental contro Razor Ramon a SummerSlam. Intorno a quel periodo, Michaels divenne il leader di un gruppo nel backstage chiamato Kliq. La critica si accorse che il gruppo aveva abbastanza potere con Vince McMahon, diventando una delle figure del wrestling più importanti in WWF per molti anni verso la metà degli anni novanta, e ebbero dei contrasti con altri wrestler. Michaels si espresse dichiarando che McMahon concedette il push solo ai wrestler che lo meritavano. Michaels iniziò a chiamare i suoi tifosi "Kliq", con chiaro riferimento al loro gruppo. Nell'ottobre dello stesso anno, Michaels fu vittima di un'aggressione fuori a un bar di Syracuse. Dato che non era in grado di combattere, Michaels fu costretto originariamente a perdere il titolo contro Dean Douglas a In Your House 4: Great White North, ma, a causa ciò, Douglas perse l'Intercontinental Championship in favore di Razor Ramon, altro membro della Kliq. Durante un incontro con Owen Hart a Raw, nel mese di novembre, Hart colpì Michaels con un enzuigiri dietro la testa. Il match continuò, ma Michaels collassò sul ring a causa del colpo; in realtà fu un angle che permise a Michaels di prendersi una pausa per curare un infortunio.

#### Regni titolati, D-Generation X e ritiro (1996–1998)
Michaels tornò alla Royal Rumble, vincendo il match per la seconda volta di fila, e ottenne un'opportunità titolata per il WWF Championship a WrestleMania XII. Durante quel periodo, Josè Lothario divenne il manager di Michaels. A WrestleMania XII, Michaels sconfisse l'allora campione WWF Bret Hart nell'overtime del loro iron man match di 60 minuti, che si era concluso in pareggio. Il 19 maggio, Michaels e gli altri membri della Kliq furono coinvolti nell'incidente conosciuto come "Curtain Call". Diesel e Razor Ramon erano in procinto di lasciare la WWF per la compagnìa rivale, la WCW. Dopo un match vinto da Michaels contro Diesel, i due vennero raggiunti da Ramon e Hunter Hearst Helmsley e si abbracciarono. In quanto Diesel e Helmsley erano i cattivi del momento, mentre Michaels e Ramon erano i beniamini del pubblico, ciò portò a una rottura, rara e controversa in quei tempi, della kayfabe. Michaels mantenne il titolo per la maggior parte dell'anno, che perse contro Sycho Sid alle Survivor Series. Michaels conquistò il WWF Championship per la seconda volta il 19 gennaio, alla Royal Rumble, dove sconfisse Sid in una rivincita.
Nella puntata speciale di Raw, chiamata Thursday Raw Thursday, Michaels rese vacante il WWF Championship. Michaels spiegò al pubblico di essere stato informato dai dottori di avere un infortunio al ginocchio e di doversi ritirare. Il suo discorso fu ritenuto controverso, poiché Michaels era presumibilmente contrario a perdere contro Bret Hart a WrestleMania XIII (dal momento nel quale fu notato che avrebbe dovuto affrontare Hart in una rivincita a WrestleMania). Michaels stava pensando al ritiro e disse di "dover ritrovare di nuovo il suo sorriso" che aveva "perso". Dopo essere stato operato al ginocchio da Dr. James Andrews, Michaels tornò qualche mese più tardi formando un tag team di breve durata con "Stone Cold" Steve Austin, con il quale vinse il WWF Tag Team Championship. Nella sua autobiografia. Michaels parlò della sua rivalità con Bret Hart nella vita reale, sostenendo che Hart fece delle interviste televisive nelle quali affermava che [Michaels] stava fingendo il suo infortunio.
Nella primavera del 1997, i conflitti reali tra Michaels e Hart raggiunsero il loro apice. Michaels abbandonò per un breve periodo la federazione nel mese di giugno dello stesso anno, in seguito a una vera rissa con Hart, qualche ora prima dell'inizio di una puntata di Raw Is War, a causa di una battuta fatta in onda da Michaels, nota come "Sunny Days", che insinuava che Hart (all'epoca sposato) avesse una relazione con Tammy Sytch, conosciuta come "Sunny". Durante la rivalità con l'Hart Foundation, Michaels e Austin erano ancora i campioni di coppia e venne indetto un torneo che avrebbe decretato i nuovi campioni. Michaels tornò nel mese di luglio. A SummerSlam, Michaels fu l'arbitro speciale del match per il WWF Championship tra il campione The Undertaker e Bret Hart. Durante il match, Michaels colpì accidentalmente The Undertaker con una sedia (il quale voleva colpire Bret Hart dopo aver ricevuto uno sputo da quest'ultimo) per poi contare lo schienamento dando la vittoria a Hart. La sera successiva, a Raw Is War, Michaels iniziò a mostrare i primi segni di un turn heel affermando che quello che era successo a SummerSlam era stato un incidente e che aveva affrontato The Undertaker nel momento giusto. A One Night Only, Michaels sconfisse The British Bulldog per vincere l'European Championship. All'evento, il pubblico fischiò Michaels lanciando dei rifiuti sul ring, cementando così il suo turn heel. Con quella vittoria, Michaels divenne il primo Grand Slam Champion, un wrestler capace di vincere WWF Championship, Intercontinental Championship, WWF Tag Team Championship e WWF European Championship. A Badd Blood: In Your House, Michaels sconfisse The Undertaker nel primo hell in a cell match grazie al debutto in WWF di Kane, che attaccò il becchino.
Nell'autunno dello stesso anno, Michaels si alleò con Hunter Hearst Helmsley (in seguito conosciuto con il nome di Triple H), l'allora fidanzata di Helmsley Chyna e Rick Rude formando la D-Generation X.
Dopo il titolo europeo, Michaels si concentra ancora una volta sul titolo WWF. Diventato il primo sfidante dopo aver sconfitto The Undertaker al primo hell in a cell match, affronta quindi nuovamente Bret Hart al pay-per-view Survivor Series, conquistando per la terza e ultima volta il WWF Championship: è nel corso di questo match che avviene il famoso Screwjob di Montréal. In questo momento, "HBK" è contemporaneamente WWF Champion e WWF European Champion; passa alla storia come il primo Grand Slam Champion, oltre a due Royal Rumble.
Ad inizio 1998, un infortunio alla schiena, rimediato durante un Casket match contro The Undertaker alla Royal Rumble, costringe Michaels a ritirarsi. Dopo un ultimo match a WrestleMania XIV, con Mike Tyson come special enforcer e poi arbitro speciale, dove perde il titolo contro "Stone Cold" Steve Austin, la carriera di "HBK" nel wrestling risulterebbe al capolinea, dato che secondo i medici la gravità dell'infortunio impediva un rientro nel ring. Durante la sua lontananza dal ring si è dedicato alla famiglia e ha ritrovato la fede, dichiarandosi cristiano rinato. Nonostante questo, ha ricoperto alcuni ruoli on-screen per la WWE, quali Commissioner nel 1999 e, successivamente, arbitro speciale a Judgment Day 2000, nell'iron man match per il WWF Championship tra il campione The Rock e Triple H, vinto da quest'ultimo.

#### Ritorno e faida con Triple H (2002–2004)
Gli acciacchi alla schiena, che al momento del ritiro sembrarono di una gravità estrema, si attenuarono e Michaels tornò ufficialmente in WWE durante la puntata di Raw del 3 giugno 2002, presentato da Kevin Nash come membro a sorpresa del nuovo nWo, di cui divenne il leader. La stable, tuttavia, ebbe breve durata e venne sciolta da Vince McMahon diverse settimane dopo. Nella puntata di Raw del 22 luglio, Michaels provò a riformare la D-Generation X insieme a Triple H, ma questi lo attaccò a tradimento, colpendolo con il Pedigree. Ciò sancì il ritorno ufficiale di Michaels sul ring il successivo 25 agosto, a SummerSlam, dove sconfisse Triple H in un brutale unsanctioned street fight, salvo poi venir colpito alla schiena da quest'ultimo con lo sledgehammer. Il 17 novembre, alle Survivor Series, prese parte al primo Elimination Chamber match della storia valevole per il World Heavyweight Championship che comprendeva anche il campione Triple H, Booker T, Chris Jericho, Kane e Rob Van Dam, vincendolo e conquistando così il titolo per la prima volta. Nella puntata di Raw del 25 novembre, Michaels venne sconfitto da Rob Van Dam per squalifica a causa dell'intervento di Triple H e Ric Flair, mantenendo quindi la cintura dei pesi massimi. Il 15 dicembre, ad Armageddon, perse il titolo contro Triple H in un three stages of hell match per 2-1 dopo 28 giorni di regno.
Il 19 gennaio, alla Royal Rumble, Michaels partecipò all'omonimo match entrando col numero 1, ma venne eliminato dopo pochi minuti da Chris Jericho, il quale lo attaccò prima alle spalle con un colpo basso e poi con una sedia. Ciò portò all'inizio di una faida tra i due, che culminò Il 30 marzo, a WrestleMania XIX, dove Michaels sconfisse Jericho. Il 27 aprile, a Backlash, Michaels, Booker T e il rientrante Kevin Nash vennero sconfitti da Jericho, Ric Flair e Triple H. Michaels iniziò poi una lunga rivalità con l'Evolution per quasi tutto il resto dell'anno. Il 15 giugno, a Bad Blood, venne sconfitto da Ric Flair a causa dell'interferenza di Randy Orton. Il 24 agosto, a SummerSlam, prese parte all'Elimination Chamber match per il World Heavyweight Championship che comprendeva anche il campione Triple H, Chris Jericho, Goldberg, Kevin Nash e Randy Orton, ma l'incontro venne vinto da Triple H. Il 21 settembre, ad Unforgiven, venne sconfitto da Randy Orton. Nella puntata di Raw del 20 ottobre, affrontò Goldberg per il World Heavyweight Championship, ma l'incontro terminò in no-contest a causa dell'interferenza dell'Evolution, che attaccò brutalmente entrambi. Il 16 novembre, alle Survivor Series, partecipò ad un 5-on-5 traditional survivor series elimination match come membro del team di "Stone Cold" Steve Austin contro quello di Eric Bischoff (general manager di Raw), ma venne eliminato per ultimo da Randy Orton anche a causa dell'interferenza di Batista, che Michaels sconfisse poi il 14 dicembre, ad Armageddon.
Nella puntata di Raw del 29 dicembre, Michaels affrontò Triple H per il World Heavyweight Championship, ma l'incontro terminò in pareggio a causa di un doppio schienamento. Il 25 gennaio, alla Royal Rumble, affrontò nuovamente Triple H per il titolo dei pesi massimi in un last man standing match, ma, anche in questo caso, l'incontro terminò in pareggio dopo che entrambi non si rialzarono in piedi entro il conteggio di dieci dell'arbitro. Il 14 marzo, a WrestleMania XX, prese parte ad un triple threat match per il World Heavyweight Championship che comprendeva anche Chris Benoit, vincitore del royal rumble match, e il campione Triple H, ma l'incontro venne vinto da Benoit. Nella puntata di Raw del 29 marzo, Michaels e Chris Benoit affrontarono Batista e Ric Flair dell'Evolution per il World Tag Team Championship, ma vennero sconfitti per squalifica. Il 18 aprile, a Backlash, prese parte ad un triple threat match per il World Heavyweight Championship che comprendeva anche Triple H e il campione Chris Benoit, ma l'incontro venne vinto da quest'ultimo. Nella puntata di Raw del 3 maggio, affrontò Chris Benoit per il titolo dei pesi massimi, ma venne sconfitto a causa dell'interferenza di Triple H. Il 13 giugno, a Bad Blood, venne sconfitto da Triple H in un brutale e lunghissimo hell in a cell match.

#### Varie faide (2004–2005)

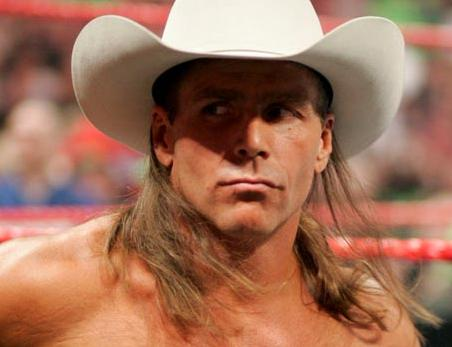
Shawn Michaels nel 2005

Nella puntata di Raw del 14 giugno, Michaels fu pesantemente attaccato da Kane con una sedia, venendo infortunato alla gola (kayfabe). Dopo un periodo di pausa, Michaels tornò il 12 settembre, ad Unforgiven, dove sconfisse Kane in un no disqualification match. Nella puntata di Raw del 20 settembre, affrontò Chris Jericho per l'Intercontinental Championship, ma l'incontro terminò in no-contest a causa dell'interferenza di Christian e Tyson Tomko. Il 19 ottobre, a Taboo Tuesday, fu scelto dal pubblico per affrontare Triple H per il World Heavyweight Championship, ma venne sconfitto a causa dell'interferenza di Edge, iniziando quindi una faida con quest'ultimo. Michaels tornò in pianta stabile il 9 gennaio 2005, a New Year's Revolution, dove svolse il ruolo di arbitro nell'Elimination Chamber match valevole per il vacante World Heavyweight Championship che comprendeva Batista, Chris Jericho, Chris Benoit, Edge, Randy Orton e Triple H; successivamente, durante l'incontro, Michaels eseguì la Sweet Chin Music ai danni di Edge, dopo che quest'ultimo lo aveva accidentalmente colpito con una Spear, causandone l'eliminazione. Il 30 gennaio, alla Royal Rumble, venne sconfitto da Edge; poco dopo, partecipò all'omonimo match entrando col numero 19, ma venne eliminato da Kurt Angle, il quale, dopo essere stato gettato oltre le corde dallo stesso Michaels, tornò sul ring e lo eliminò a sua volta dall'incontro. Nella puntata di Raw del 28 febbraio, Michaels sconfisse Edge in un brutale street fight, ponendo fine alla rivalità, ma, poco dopo, fu attaccato alle spalle da Kurt Angle. Ciò portò dunque ad un match tra i due a WrestleMania 21, dove Michaels venne però sconfitto da Angle. Tale incontro fu molto acclamato dal pubblico e dalla critica generale.
Durante il mese di aprile, Michaels iniziò una breve faida con Muhammad Hassan e il suo manager Daivari, chiedendo poi l'aiuto di Hulk Hogan per fronteggiare il duo rivale. Il 1º maggio, a Backlash, Michaels e Hogan sconfissero Hassan e Daivari. Nella puntata di Raw del 2 maggio, prese parte ad un torneo valevole per determinare il primo sfidante al World Heavyweight Championship di Batista, ma, dopo aver sconfitto l'Intercontinental Champion Shelton Benjamin nei quarti di finale, venne sconfitto da Edge in semifinale. Il 26 giugno, a Vengeance, Michaels sconfisse Kurt Angle, vendicandosi della sconfitta patita due mesi prima. Nella puntata di Raw del 4 luglio, Michaels effettuò un turn heel, colpendo a tradimento Hulk Hogan con la Sweet Chin Music, dopo che, poco prima, avevano sconfitto Kurt Angle e l'Intercontinental Champion Carlito. Ciò portò ad un match tra i due a SummerSlam, dove fu tuttavia Hogan a prevalere, in un incontro divenuto famoso per l'eccessivo overselling di Michaels.
Nella puntata di Raw del 29 agosto, Michaels compì un turn face dopo che si ribellò agli attacchi di Carlito e Chris Masters, iniziando una breve rivalità con quest'ultimo, che Michaels sconfisse poi il 18 settembre, ad Unforgiven. Nella puntata di Raw del 3 ottobre, affrontò Kurt Angle in un 30-minute iron man match per determinare il primo sfidante al WWE Championship di John Cena, ma l'incontro terminò in pareggio sul 2-2. Il 1º novembre, a Taboo Tuesday, fu scelto dal pubblico come terzo partecipante ad un triple threat match valevole per il WWE Championship che comprendeva anche Kurt Angle e il campione John Cena, ma l'incontro venne vinto da quest'ultimo. Il 27 novembre, alle Survivor Series, prese parte ad un 5-on-5 traditional survivor series elimination match come parte del Team Raw contro il Team SmackDown, ma venne eliminato per ultimo da Randy Orton. Nella puntata di Raw del 12 dicembre, Michaels sconfisse Big Show per squalifica a causa dell'interferenza di Triple H, qualificandosi all'Elimination Chamber match di New Year's Revolution valevole per il WWE Championship. Nella puntata speciale Raw Tribute to the Troops del 19 dicembre, Michaels sconfisse poi Triple H in un boot camp match.

#### Faida con Vince McMahon e reunion della D-X (2006–2007)

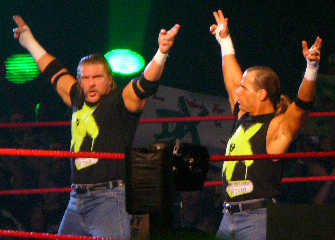
Shawn Michaels assieme a Triple H, suo compagno nella D-X

Ad inizio 2006, Michaels entrò in conflitto con Vince McMahon dopo che, durante la puntata di Raw del 2 gennaio, avevano avuto un acceso diverbio riguardante il famigerato Screwjob di Montréal. L'8 gennaio, a New Year's Revolution, partecipò all'Elimination Chamber match per il WWE Championship, che comprendeva anche il campione John Cena, Carlito, Chris Masters, Kane e Kurt Angle, ma l'incontro venne vinto da Cena. Il 29 gennaio, alla Royal Rumble, prese parte all'omonimo match entrando col numero 25, ma venne eliminato da Shane McMahon, il quale non figurava tuttavia tra i partecipanti all'incontro. Il 18 marzo, a Saturday Night's Main Event, venne sconfitto da Shane McMahon in uno street fight a causa dell'interferenza di Vince. Il 2 aprile, a WrestleMania 22, Michaels sconfisse poi Vince McMahon in un brutale no holds barred match. Il 30 aprile, a Backlash, Michaels e "God" vennero sconfitti da Vince e Shane in un no holds barred tag team match a causa dell'interferenza della Spirit Squad. Nella puntata di Raw del 22 maggio, Michaels riuscì a respingere gli attacchi di Vince, Shane e della Spirit Squad grazie all'aiuto di Triple H, il quale effettuò un turn face per schierarsi dalla parte del suo storico amico e rivale. Nella puntata di Raw del 12 giugno, Michaels e Triple H riunirono ufficialmente la D-Generation X, sconfiggendo poi la Spirit Squad sia il 25 giugno, a Vengeance, in un 5-on-2 handicap match, sia il 15 luglio, a Saturday Night's Main Event, in un handicap elimination match. Il 20 agosto, a SummerSlam, la D-X sconfisse Vince e Shane McMahon. Il 17 settembre, ad Unforgiven, Michaels e Triple H sconfissero Vince, Shane e l'ECW World Champion Big Show in un brutale 3-on-2 handicap hell in a cell match, ponendo fine alla rivalità.
Durante il mese di ottobre, la D-X iniziò una faida con i Rated-RKO. Il 5 novembre, a Cyber Sunday, la D-X venne sconfitta dai Rated-RKO a causa dell'arbitraggio di Eric Bischoff, scelto dal pubblico come arbitro speciale dell'incontro, il quale agevolò la vittoria di Edge e Orton. Il 26 novembre, alle Survivor Series, il team capeggiato dalla D-X sconfisse quello dei Rated-RKO in un 5-on-5 traditional survivor series elimination match, vincendo nettamente l'incontro senza perdere alcun membro della squadra. Nella puntata di Raw del 18 dicembre, Michaels partecipò ad un battle royal match valevole per ottenere un incontro al WWE Championship di John Cena, ma la contesa venne vinta da Edge. Il 7 gennaio 2007, a New Year's Revolution, la D-X affrontò i Rated RKO per il World Tag Team Championship, ma l'incontro terminò in no-contest, dopo che Triple H riportò un grave infortunio al quadricipite.

#### Opportunità titolate (2007–2008)

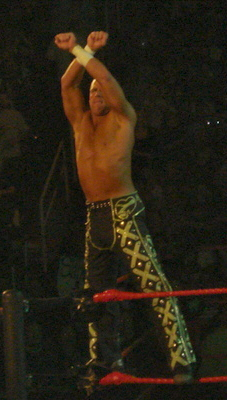
Shawn Michaels durante un episodio di Raw nel 2007

In seguito all'infortunio di Triple H e al conseguente scioglimento della D-Generation X, Michaels tornò a combattere in singolo per puntare al titolo mondiale. Il 28 gennaio, alla Royal Rumble, partecipò all'omonimo match entrando col numero 23, ma venne eliminato per ultimo da The Undertaker. Nella puntata di Raw del 29 gennaio, Michaels e il WWE Champion John Cena sconfissero i Rated-RKO, conquistando così il World Tag Team Championship. Dopo aver vinto un triple threat match che comprendeva anche Edge e Randy Orton, svoltosi nella puntata di Raw del 5 febbraio, Michaels diventò il primo sfidante al WWE Championship di John Cena, suo compagno di tag team. Il 18 febbraio, a No Way Out, Michaels e Cena sconfissero il World Heavyweight Champion Batista e The Undertaker. Nella puntata di Raw del 26 febbraio, Michaels e Cena difesero con successo i titoli di coppia contro i Rated-RKO. Nella puntata di Raw del 12 marzo, Michaels e Cena mantennero con successo i titoli per tre volte nella stessa sera: prima contro il World's Greatest Tag Team, poi contro Lance Cade e Trevor Murdoch, e infine contro gli MNM in uno steel cage match. Il 1º aprile, a WrestleMania 23, affrontò Cena per il WWE Championship, ma venne sconfitto. Nella puntata di Raw del 2 aprile, Michaels e Cena persero i titoli di coppia a favore degli Hardy Boyz in un tag team battle royal match dopo 63 giorni di regno. Nella puntata di Raw del 9 aprile, affrontò Randy Orton per determinare il primo sfidante al WWE Championship di John Cena, ma l'incontro terminò in pareggio a causa di un doppio schienamento. Nella puntata di Raw del 23 aprile, Michaels sconfisse Cena in un lunghissimo match non titolato, ricordato come uno dei migliori incontri mai disputati durante un episodio settimanale dello show. Il 29 aprile, a Backlash, prese parte ad un fatal 4-way match valevole per il WWE Championship che comprendeva anche Edge, Randy Orton e il campione John Cena, ma l'incontro venne vinto da quest'ultimo. Nella puntata di Raw del 7 maggio, affrontò The Great Khali in un no disqualification match per determinare il primo sfidante al WWE Championship di John Cena, ma venne sconfitto per decisione arbitrale. Il 20 maggio, a Judgment Day, fu pesantemente sconfitto da Randy Orton per knockout tecnico, venendo poi infortunato alla testa dal Punt Kick di quest'ultimo (kayfabe).
Michaels tornò a sorpresa durante la puntata di Raw dell'8 ottobre, dove colpì il WWE Champion Randy Orton con la Sweet Chin Music per vendicarsi dell'attacco patito cinque mesi prima. Il 28 ottobre, a Cyber Sunday, fu scelto dal pubblico per affrontare Orton per il WWE Championship, ma vinse il match solamente per squalifica.. Il 18 novembre, alle Survivor Series, affrontò nuovamente Orton per il WWE Championship, ma venne sconfitto. Michaels iniziò poi una breve faida con Mr. Kennedy, che sconfisse il 16 dicembre, ad Armageddon. Il 27 gennaio 2008, alla Royal Rumble, partecipò all'omonimo match entrando col numero 2, ma venne eliminato da Mr. Kennedy. Il 17 febbraio, a No Way Out, prese parte all'Elimination Chamber match valevole per determinare il primo sfidante al WWE Championship che comprendeva anche Chris Jericho, l'Intercontinental Champion Jeff Hardy, John "Bradshaw" Layfield, Triple H e Umaga, ma l'incontro venne vinto da Triple H. Il 30 marzo, a WrestleMania XXIV, Michaels sconfisse Ric Flair in un career threatening match, costringendolo al ritiro come da stipulazione imposta dall'incontro.

#### Faida con Chris Jericho (2008–2009)

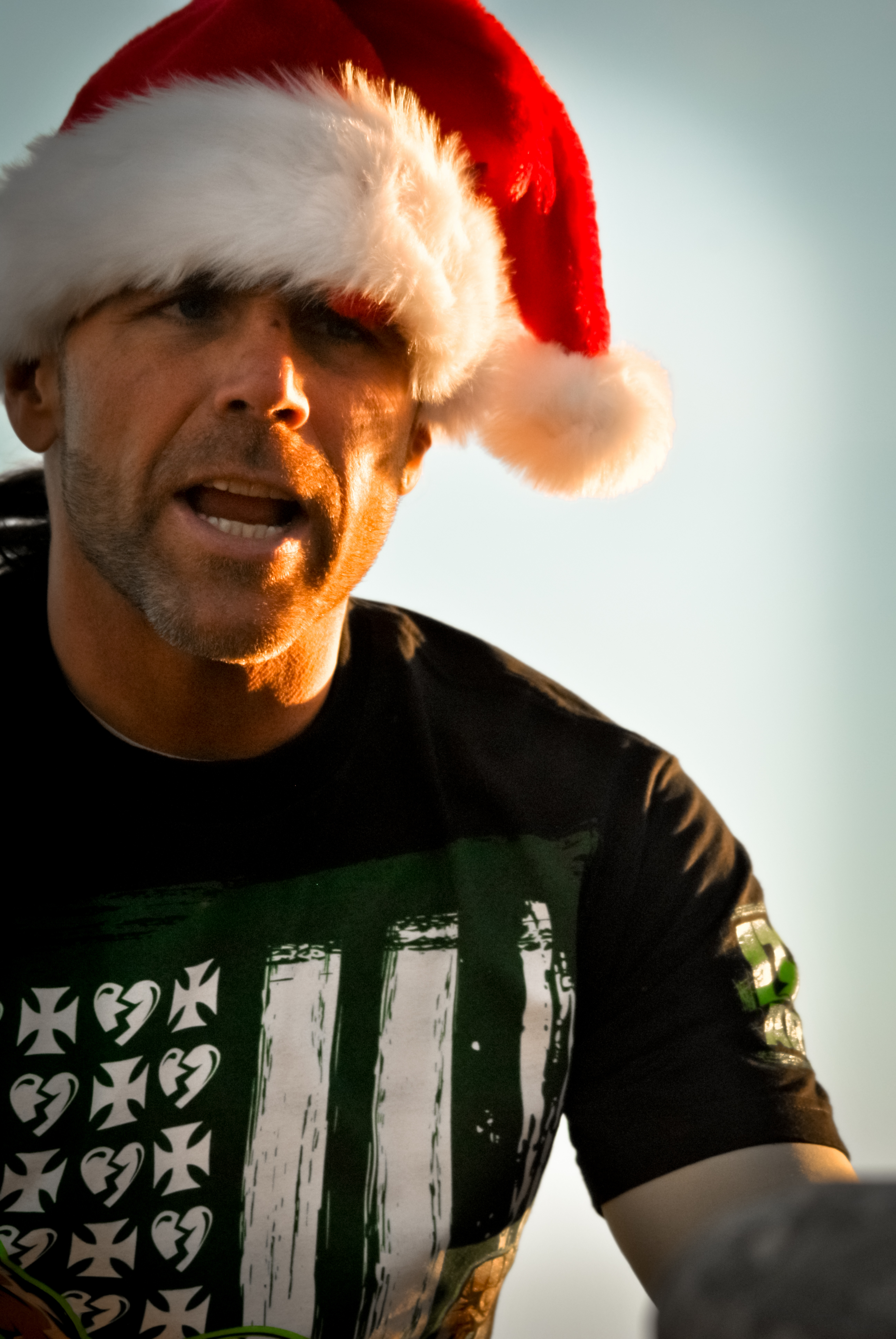
Shawn Michaels al Tribute to the Troops 2010

Dopo essere stato l'artefice del ritiro di Ric Flair, Michaels iniziò due faide parallele con Batista e Chris Jericho. Il 27 aprile, a Backlash, Michaels sconfisse Batista in maniera controversa poiché, secondo Chris Jericho, arbitro speciale dell'incontro, lo stesso Michaels avrebbe finto un infortunio al ginocchio in modo tale da vincere il match. Dopo aver negato le sue accuse, Michaels sconfisse Jericho il 18 maggio, a Judgment Day. Nella puntata di Raw del 19 maggio, Michaels dichiarò tuttavia di aver realmente finto il suo infortunio il mese prima, dando ragione a Jericho e scatenando l'ira di Batista. Il 1º giugno, a One Night Stand, venne sconfitto da Batista in un brutale stretcher match, ponendo fine alla rivalità con quest'ultimo. Nella puntata di Raw del 9 giugno, continuò, invece, la faida con Jericho, dopo che questi effettuò un turn heel lanciando Michaels contro un monitor televisivo e infortunandolo all'occhio (kayfabe). Il 20 luglio, a The Great American Bash, venne pesantemente sconfitto da Jericho per knockout tecnico, aggravando il suo problema all'occhio (kayfabe). Il 17 agosto, a SummerSlam, tenne un discorso col quale sembrò annunciare il proprio ritiro a causa dell'infortunio, ma fu interrotto da Jericho, il quale colpì poi accidentalmente sua moglie, presente al fianco di Michaels, con un pugno al volto. Ciò portò al rientro di Michaels sul ring il 7 settembre, ad Unforgiven, dove sconfisse Jericho in un brutale unsanctioned match. Dopo che Jericho conquistò a sorpresa il World Heavyweight Championship, Michaels lo sfidò in un ladder match con in palio il titolo a No Mercy, dove fu però lo stesso Jericho a prevalere e a mantenere la cintura, chiudendo la loro lunga rivalità.
Nella puntata di Raw del 10 novembre, Michaels venne sconfitto dal World Heavyweight Champion Chris Jericho in un last man standing match a causa dell'interferenza di John "Bradshaw" Layfield, iniziando dunque una faida con quest'ultimo. Il 23 novembre, alle Survivor Series, il team capeggiato da Michaels sconfisse quello di JBL in un 5-on-5 traditional survivor series elimination match, risultando come uno dei tre sopravvissuti insieme a Rey Mysterio e The Great Khali. Nella puntata di Raw del 29 dicembre, prese parte ad un fatal 4-way elimination match che comprendeva anche Chris Jericho, JBL e Randy Orton per determinare lo sfidante al World Heavyweight Championship di John Cena, ma l'incontro venne vinto da JBL, che trionfò grazie all'aiuto dello stesso Michaels, il quale si fece volontariamente schienare dopo aver eliminato sia Jericho che Orton. Ciò portò Michaels ad allearsi con JBL, poiché quest'ultimo gli garantì una cospicua somma di denaro per sanare i propri debiti (kayfabe). Il 25 gennaio 2009, alla Royal Rumble, presenziò all'angolo di JBL nel suo match valevole per il World Heavyweight Championship contro il campione John Cena, ma l'incontro venne vinto da quest'ultimo dopo che Michaels colpì entrambi con la Sweet Chin Music. Nella puntata di Raw del 26 gennaio, perse per conto di JBL un match di qualificazione all'Elimination Chamber match valevole per il World Heavyweight Championship, venendo poi brutalmente attaccato da JBL stesso. Il 16 febbraio, a No Way Out, Michaels sconfisse JBL, liberandosi dal controllo di quest'ultimo e ponendo quindi fine alla rivalità.

#### Faida con The Undertaker e ritiro (2009–2010)

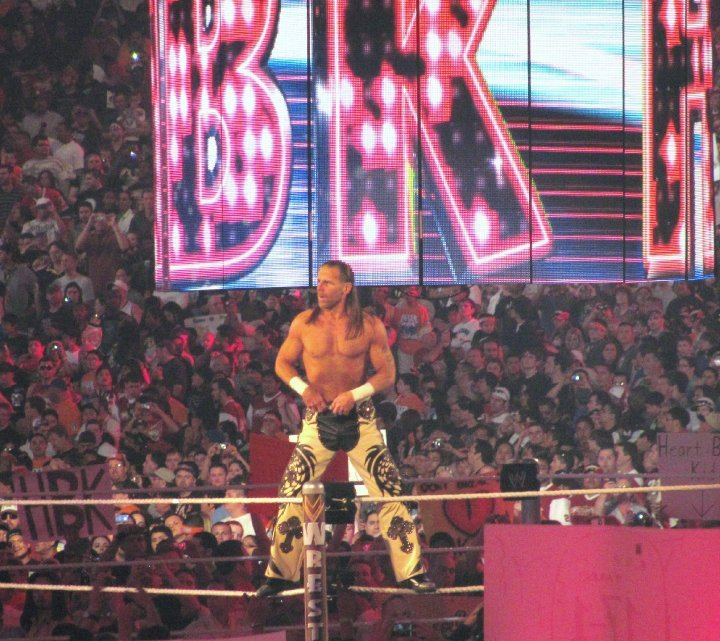
Shawn Michaels prima del suo ultimo match contro The Undertaker a WrestleMania XXVI

Nella puntata di Raw del 2 marzo, Michaels sconfisse Vladimir Kozlov per ottenere un match contro The Undertaker a WrestleMania XXV, dichiarando di voler concludere la Streak di quest'ultimo all'evento più importante dell'anno. Il 5 aprile, a WrestleMania XXV, venne tuttavia sconfitto da Undertaker. Tale match fu particolarmente acclamato dalla critica generale, tanto da venir considerato da molti come il miglior incontro mai disputato nella storia di WrestleMania.
Dopo un periodo d'assenza, Michaels tornò a combattere il 23 agosto, a SummerSlam, dove riformò la D-Generation X insieme a Triple H per sconfiggere la Legacy. Il 13 settembre, a Breaking Point, la D-X venne sconfitta dalla Legacy in un submissions count anywhere match. Il 4 ottobre, a Hell in a Cell, la D-X sconfisse la Legacy in un hell in a cell match, concludendo la faida. Il 25 ottobre, a Bragging Rights, Michaels partecipò ad un tag team elimination match come parte del Team Raw contro il Team SmackDown, ma venne sconfitto a causa del tradimento di Big Show. Il 22 novembre, alle Survivor Series, Michaels prese parte ad un triple threat match per il WWE Championship che comprendeva anche Triple H e il campione John Cena, ma l'incontro venne vinto da quest'ultimo. Il 13 dicembre, a TLC: Tables, Ladders & Chairs, la D-X sconfisse i Jeri-Show in un tables, ladders and chairs match, conquistando così lo Unified WWE Tag Team Championship per la prima volta. Nella puntata di Raw del 4 gennaio 2010, la D-X difese con successo i titoli contro i Jeri-Show nella rivincita. Il 31 gennaio, alla Royal Rumble, partecipò all'omonimo match entrando col numero 18, ma venne eliminato da Batista. Nella puntata di Raw del 1º febbraio, Michaels venne sconfitto da Randy Orton, fallendo nell'intento di inserirsi nell'Elimination Chamber match valevole per il WWE Championship di Sheamus. Nella puntata di Raw dell'8 febbraio, la D-X perse i titoli di coppia a favore degli Sho-Miz in un triple threat tag team elimination match, che comprendeva anche CM Punk e Luke Gallows, dopo 57 giorni di regno.
Dopo aver fallito nell'intento di affrontare The Undertaker, detentore del World Heavyweight Championship, in una rivincita a WrestleMania XXVI, Michaels decise di interferire a sorpresa durante l'omonimo match di Elimination Chamber valevole per il titolo dei pesi massimi, colpendo lo stesso Undertaker con la Sweet Chin Music e facendogli così perdere la cintura in favore di Chris Jericho. Nella puntata di Raw del 22 febbraio, Undertaker accettò la sfida di Michaels per l'evento più importante dell'anno, a patto che l'incontro prevedesse anche in palio la carriera di Michaels stesso, il quale, in caso di sconfitta, si sarebbe dovuto ritirare. Il 28 marzo, a WrestleMania XXVI, venne tuttavia sconfitto da Undertaker in un epico no disqualification streak vs. career match, ponendo quindi fine alla sua storica carriera nel ring. Nella puntata di Raw del 29 marzo, Michaels tenne il suo emozionante discorso d'addio, venendo poi celebrato dal pubblico e dai suoi colleghi, in particolare da Triple H e dallo stesso Undertaker.

#### Apparizioni sporadiche (2010–presente)
Nella puntata di Raw del 10 gennaio, viene annunciato come primo atleta ad essere inserito nella WWE Hall of Fame del 2011 e colpisce Alberto Del Rio con la Sweet Chin Music. Ritorna nella puntata di Raw prima di Wrestlemania 27, in un segmento insieme a Triple H e The Undertaker, nel quale avverte il suo amico che battere il "Deadman" a Wrestlemania è pressoché impossibile.

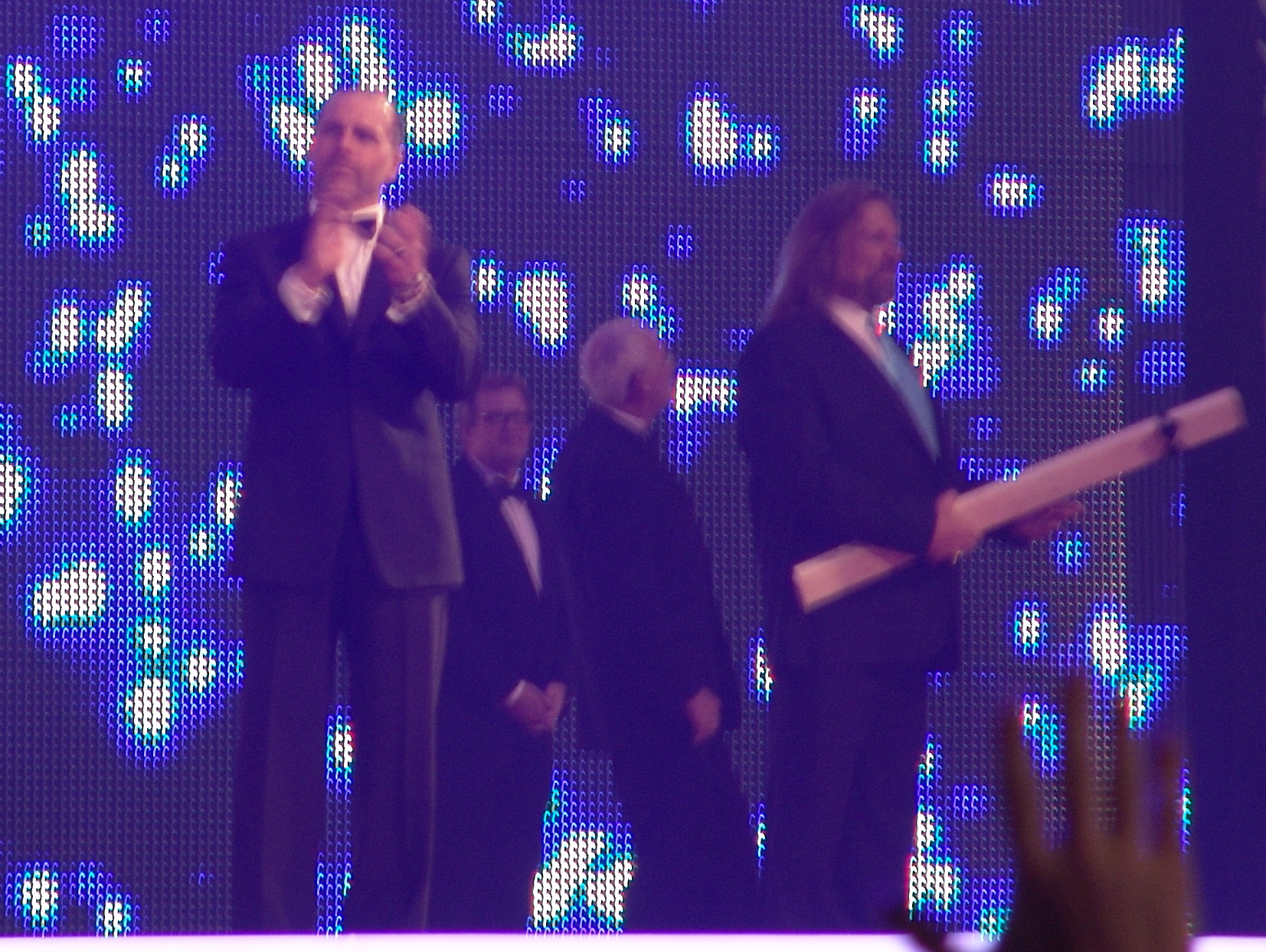
Shawn Michaels durante la sua introduzione nella WWE Hall of Fame

Nella serata pre-Wrestlemania 27 del 2 aprile 2011, Shawn Michaels è stato introdotto nella WWE Hall of Fame dal compagno di sempre Triple H. La sera stessa, verso la fine del suo discorso, è stato raggiunto da Kevin Nash e X-Pac, riformando per una serata la Kliq. Ritorna a Raw Roulette il 27 giugno, colpendo con la Sweet Chin Music i membri del New Nexus (Michael McGillicutty e David Otunga) e Drew McIntyre. Nella puntata del 14 ottobre, a SmackDown, si ripresenta insieme a Triple H come membro della D-Generation X in una One Night Only che non è stato trasmesso in TV. In seguito, il video è stato postato su WWE.com.
Compie un'apparizione speciale nella puntata di Raw del 13 febbraio 2012, nella quale cerca di convincere il suo grande amico Triple H a sfidare per il secondo anno consecutivo The Undertaker a WrestleMania; "The Game" dice di non averne alcuna intenzione, deludendo, così, "HBK", il quale abbandona il ring amareggiato. Nella puntata di Raw del 5 marzo, dopo un confronto con Triple H (che aveva nel frattempo accettato la sfida di Undertaker), rivela che sarà l'arbitro speciale dell'hell in a cell match tra i due a WrestleMania XXVIII. Nella puntata di Raw del 19 marzo, lui, Triple H e Undertaker hanno un faccia a faccia sul ring. The Undertaker ricorda allo Showstopper che il match deve rimanere pulito, che non devono esserci favoritismi, ne per lui, ne per l'avversario. Alla fine del confronto, Undertaker ricorda a Triple H che se ha detto che l'amico Michaels è migliore di lui, ci sarà un motivo, perché lo è veramente.
A WrestleMania XXVIII, arbitra il match tra The Undertaker e Triple H e, nonostante abbia inflitto la Sweet Chin Music sul "Deadman" seguita dal Pedigree, dopo mezz'ora di combattimento, conteggia lo schienamento del "Deadman" su "The Game" per la vittoria. Alla fine del match, in un gesto di grande sportività, aiuta Undertaker ad accompagnare a braccia Triple H fuori dal ring. Compie un'altra apparizione, in occasione della millesima puntata di Monday Night Raw svoltasi il 23 luglio 2012, facendo rinascere per una sola notte la storica stable D-Generation X e, insieme agli altri membri della famigerata stable, ovvero Triple H, X-Pac, Billy Gunn e Road Dogg, hanno messo KO Damien Sandow, intervenuto mentre la D-X era sul ring per criticare il comportamento tipico del gruppo.
Nella puntata di Raw del 6 agosto, svoltosi nella sua città natale, viene interrotto durante un promo da Brock Lesnar che si appresta ad aggredirlo, ma interviene Triple H. Nella puntata seguente, "HBK" ritorna a Raw, dove accompagna Triple H sul ring per firmare il contratto per il match di SummerSlam con Brock Lesnar; successivamente, Michaels ha uno scontro in macchina con Paul Heyman nel parcheggio, dopo di che viene attaccato alle spalle da Brock Lesnar, che lo tira fuori di forza dalla macchina e lo porta sul ring per aggredirlo prima con la F-5 e poi con la Kimura Lock, che gli spezza un braccio, nonostante l'intervento di Triple H.
Durante la puntata di NXT del 10 gennaio 2013, Shawn Michaels torna sulle scene per presentare i nuovi titoli di NXT Tag Team Championship; successivamente verrà raggiunto da Triple H e poi da Kevin Nash, presente per risolvere e dimenticare i passati problemi con "The Game". Dopo che Triple H avrà perdonato Nash verranno raggiunti da X-Pac e Billy Gunn, riformando la D-Generation-X. Le leggende verranno però interrotte da Damien Sandow, che subirà la Sweet Chin Music da "HBK" e verrà poi buttato fuori dal ring.
Nella puntata di Raw del 1º aprile, annuncia che a WrestleMania 29 sarà insieme a Triple H nel suo No Holds Barred match contro Brock Lesnar; l'incontro verrà vinto da "The Game", e nel corso di questo "HBK" prima subirà la F-5 da Lesnar e poi colpirà Paul Heyman con la Sweet Chin Music.
È stato presente come opinionista durante il Kickoff di SummerSlam 2013, assieme a Vickie Guerrero, Big Show, Booker T e Josh Mathews.
Micheals viene scelto dal WWE Universe come arbitro speciale del main event di Hell in a Cell 2013 tra Randy Orton e Daniel Bryan, valido per il vacante WWE Championship. In occasione del match, viene colpito involontariamente da Orton causando la preoccupazione dell'ex allievo Bryan, ma anche di Triple H, il quale scaccia Bryan; quest'ultimo, arrabbiato con Triple H, lo colpisce con uno Yes! Kick e a sua volta Michaels, arrabbiato con Bryan per aver colpito il suo amico, lo attacca con la Sweet Chin Music e, nel caos totale, Orton va a schienare Bryan, con "HBK" che conta dopo secondi di incertezza. Nella seguente edizione di Raw, Michaels viene intrappolato dalla Yes! Lock da Daniel Bryan dopo aver preteso di farsi perdonare più volte. Il 9 dicembre, a Raw, nella puntata dedicata agli Slammy Award, vince nella categoria 'Double Cross of the Year' per aver tradito Daniel Bryan a Hell in a Cell. Nella stessa serata, nel conflitto nel ring tra John Cena e Orton, rifila la Sweet Chin Music a CM Punk, prima di essere colpito dal Busaiku Kick di Daniel Bryan. Il 16 dicembre, si presenta a Raw, dove ha un diverbio con Punk, al quale dice di capire il suo conflitto con l'Authority, ma non il suo comportamento nella precedente puntata; per questo, presenta i suoi avversari della serata, lo Shield, che poi vinceranno il match.
"HBK" torna a Raw il 25 agosto 2014, dove afferma, durante un dibattito con Hulk Hogan e Ric Flair, che John Cena non potrà mai battere Brock Lesnar a Night of Champions, dopo la pesantissima sconfitta subita a SummerSlam. Il 29 marzo 2015, a WrestleMania 31, interviene nel match tra Triple H e Sting, assieme alla D-X, colpendo "The Icon" con la Sweet Chin Music, favorendo così la vittoria finale di Triple H. Nella puntata di Raw del 9 gennaio 2017, Michaels è tornato per aiutare Big Cass nel suo match contro Jinder Mahal; "HBK" ha messo fuorigioco Rusev (alleato di Mahal) con la Sweet Chin Music permettendo a Big Cass di sconfiggere Mahal e vincere l'incontro. Torna nella puntata del 13 marzo di Raw per confrontarsi con Roman Reigns, in vista del match di quest'ultimo a Wrestlemania contro The Undertaker.
In occasione dell'evento Super Show-Down, svoltosi il 6 ottobre 2018, accompagna a bordo ring Triple H nell'ultimo match di quest'ultimo contro The Undertaker (spalleggiato da Kane), risultando decisivo per la vittoria finale del suo alleato.
Nella puntata di Raw dell'8 ottobre 2018, Shawn Michaels, al fianco di Triple H, ha annunciato la fine del suo ritiro dal wrestling lottato dopo 8 anni e la conseguente rinascita della D-Generation X, sfidando apertamente i Brothers of Destruction a Crown Jewel. Il 2 novembre, a Crown Jewel, la D-X riesce a prevalere. Dopo il match in un'intervista nel backstage rivela che il suo match è stato solo per "one night only".
Compie un'apparizione nell'edizione di Raw del 25 febbraio 2019, in occasione delle celebrazioni per il settantesimo compleanno di Ric Flair. Compie, poi, un'apparizione alla Raw Reunion in favore di Seth Rollins con tutta la D-X.
Nella puntata di SmackDown del 24 aprile 2020 si presenta per celebrare i 25 anni di carriera del suo collega e amico Triple H.

## Vita privata
Hickenbottom si è sposato per la prima volta con Theresa Wood, ma il matrimonio durò poco. I due sono comunque rimasti in buoni rapporti dopo il divorzio. Attualmente è sposato con l'ex WCW Rebecca Curci, che in WCW usava il ring name di Whisper. La coppia si è sposata il 31 marzo 1999, nella Graceland Wedding Chapel di Las Vegas, Nevada, in una piccola cerimonia. Le uniche persone presenti erano la coppia e un sosia di Elvis. I due hanno un figlio, Cameron Kade (2000), e una figlia, Michelle Cheyenne (2004).
Hickenbottom ha diversi tatuaggi, tra cui:
- quello di un cuore attraversato da una spada con un serpente intorno a forma di una "S";
- uno sul dito con una "R", che sta per Rebecca, la seconda moglie;
- uno si trova sul polso sinistro, dove è tatuato un disegno-braccialetto con inciso "Cameron", suo figlio;
- sulla gamba sinistra ha un tatuaggio dove è rappresentata sua moglie Rebecca, mentre sull'altra gamba è rappresentato lo stato del Texas;
- un piccolo cuore spezzato con le lettere "HBK" sopra di esso, tatuata sul fianco destro.

Nel 1996, ha posato seminudo per la rivista Playgirl magazine. È, inoltre, un fan dei San Antonio Spurs. È un cristiano rinato: da piccolo fu educato alla fede cattolica, ma aveva abbandonato il cristianesimo a causa dell'influenza della moglie Rebecca.

## Personaggio

### Mosse finali
- Sweet Chin Music (superkick)[3]

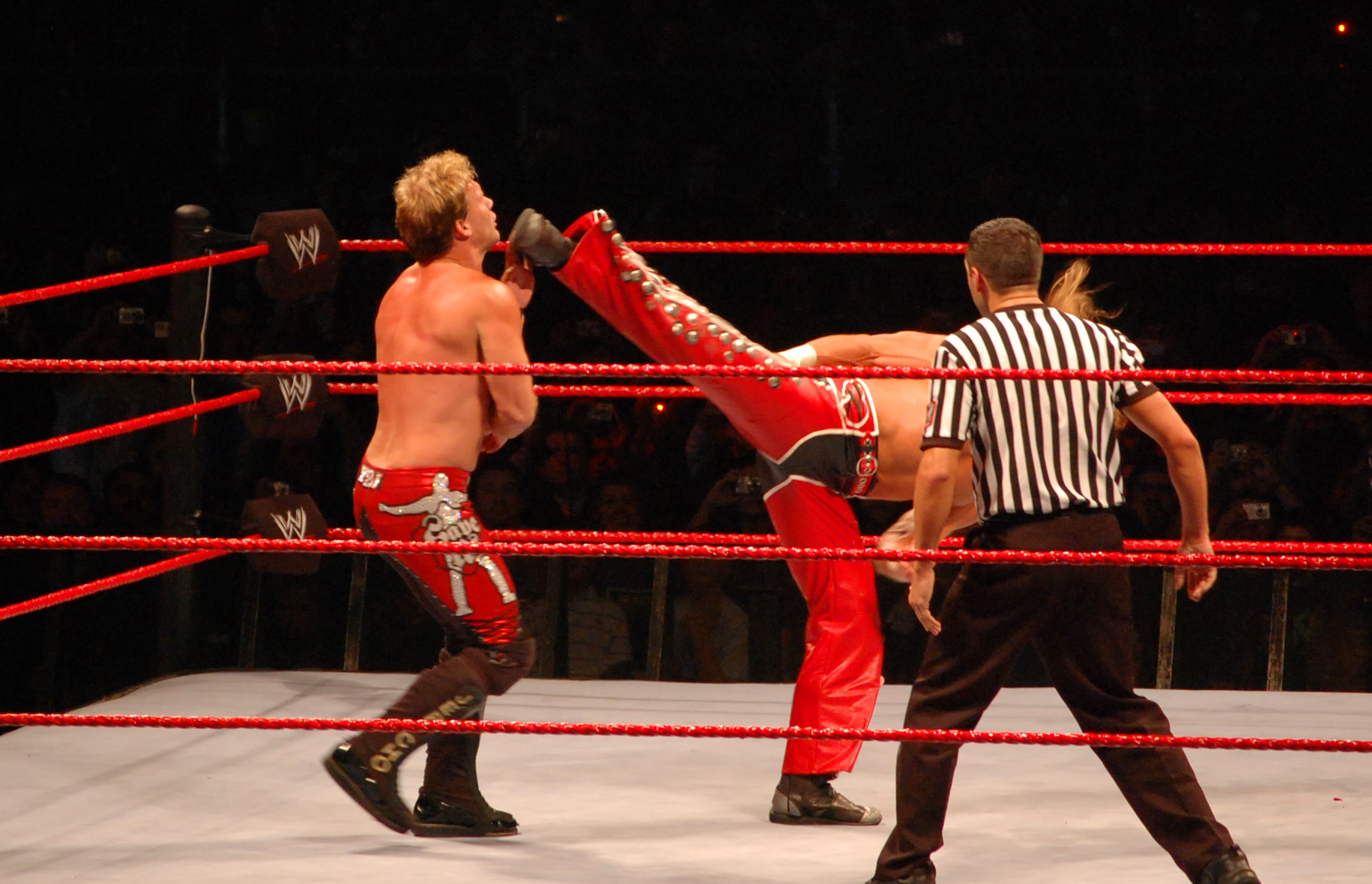
Shawn Michaels esegue la Sweet Chin Music su Chris Jericho

- Tear drop suplex (leg-hook Saito suplex) – 1992–1993

### Soprannomi
- "Mr. WrestleMania"
- "Mr. Main Eventer"
- "Sexy Boy"
- "The Headliner"
- "The Heartbreak Kid" (HBK)
- "The Icon"
- "The Showstopper"

## Titoli e riconoscimenti
- CBS Sports

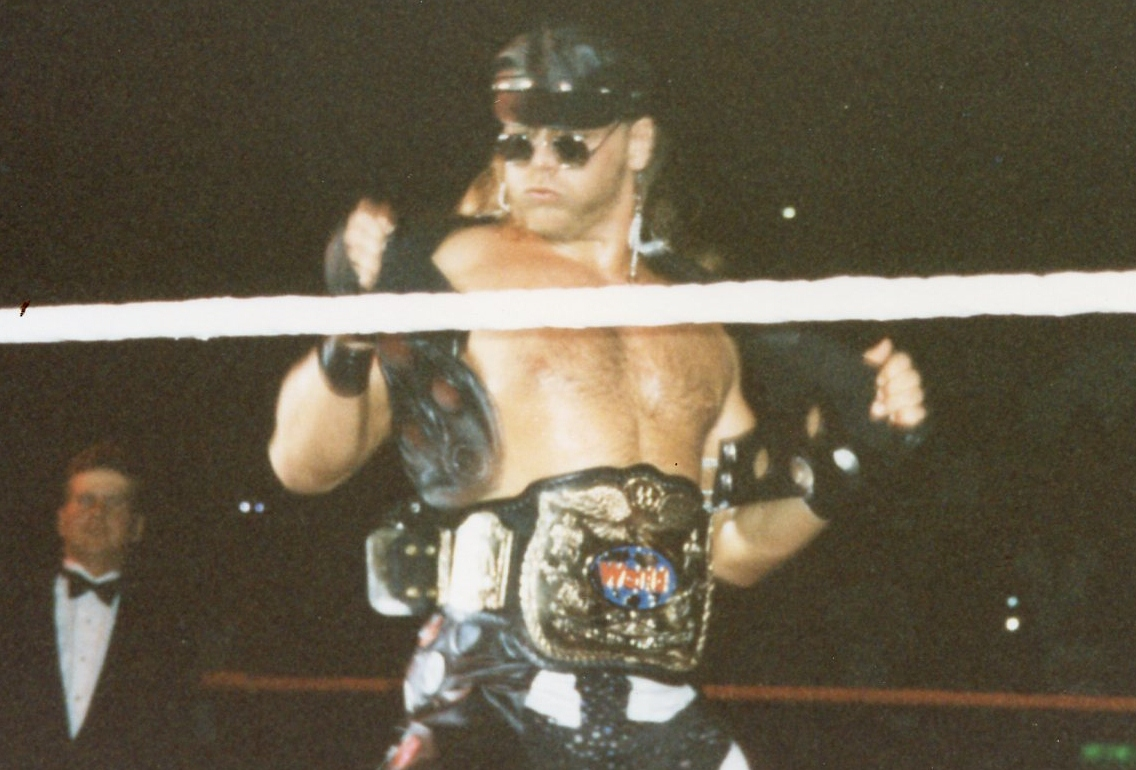
Shawn Michaels con il WWF Tag Team Championship, titolo che ha detenuto cinque volte: due con Diesel, una con Steve Austin, una con John Cena e una con Triple H

  - Worst Angle of the Year (2018) - con Triple H vs. Kane e The Undertaker
- American Wrestling Association
  - AWA World Tag Team Championship (2) – con Marty Jannetty
- Central States Wrestling
  - NWA Central States Tag Team Championship (1) – con Marty Jannetty
- Continental Wrestling Association
  - AWA Southern Tag Team Championship (2) – con Marty Jannetty
- Professional Wrestling Hall of Fame
  - Classe del 2017
- Pro Wrestling Illustrated
  - Feud of the Decade (2000–2009) - vs. Chris Jericho
  - Feud of the Year (2008) - vs. Chris Jericho
  - Match of the Decade (2000–2009) - vs. Ric Flair a WrestleMania XXIV
  - Match of the Year (1993) - vs. Marty Jannetty a Raw
  - Match of the Year (1994) - vs. Razor Ramon a -

WrestleMania X
- - Match of the Year (1995) - vs. Diesel a WrestleMania XI
  - Match of the Year (1996) - vs. Bret Hart a WrestleMania XII
  - Match of the Year (2004) - vs. Chris Benoit e Triple H a WrestleMania XX
  - Match of the Year (2005) - vs. Kurt Angle a WrestleMania 21
  - Match of the Year (2006) - vs.  Mr. McMahon a WrestleMania 22
  - Match of the Year (2007) - vs. John Cena a Raw il 23 aprile
  - Match of the Year (2008) - vs. Ric Flair a WrestleMania XXIV
  - Match of the Year (2009) - vs. The Undertaker a WrestleMania XXV
  - Match of the Year (2010) - vs. The Undertaker a WrestleMania XXVI
  - Most Inspirational Wrestler of the Decade (2000–2009)
  - Most Inspirational Wrestler of the Year (2010)
  - Most Popular Wrestler of the Year (1995, 1996)
  - 1º tra i 500 migliori wrestler singoli nella PWI 500 (1996)
  - 10º tra i 500 migliori wrestler singoli nella PWI Years (2003)
  - 33º tra i 100 migliori tag team nella "PWI Years" (2003) – con Marty Jannetty
  - 55º tra i 100 migliori tag team nella "PWI Years" (2003) – con Diesel
- Texas All-Star Wrestling
  - TASW Texas Tag Team Championship (2) – con Paul Diamond
- Texas Wrestling Alliance
  - TWA Heavyweight Championship (1)
- World Wrestling Federation/Entertainment
  - WWF Tag Team Championship[193] (5) – con Diesel (2), John Cena (1), "Stone Cold" Steve Austin (1) e Triple H (1)
  - WWF Intercontinental Championship (3)
  - WWF World Heavyweight Championship (3)
  - World Heavyweight Championship (1)
  - WWE Tag Team Championship (1) – con Triple H
  - WWF European Championship (1)
  - WWE Hall of Fame (2011)
  - WWE Hall of Fame (2019) – come membro della D-Generation X
  - Royal Rumble (edizione 1995 e 1996)
  - Triple Crown Champion
  -  Grand Slam Champion (vecchio formato)
  - Slammy Award (15)
    - Best Slammin' Jammin' Entrance (edizione 1996)
    - Best Threads (edizione 1996)
    - Squared Circle Shocker (edizione 1996)
    - Master of Mat Mechanics (edizione 1996)
    - US West Match of the Year (edizione 1996) - vs. Razor Ramon a SummerSlam 1995
    - Leader of the New Generation (edizione 1996)
    - Best Finisher (edizione 1997)
    - US West Match of the Year (edizione 1997) - vs. Bret Hart a WrestleMania XII
    - Match of the Year (edizione 2008) - vs. Ric Flair a WrestleMania XXIV
    - Match of the Year (edizione 2009) - vs. The Undertaker a WrestleMania XXV
    - Moment of the Year (edizione 2010) - vs. The Undertaker a WrestleMania XXVI
    - Double Cross of the Year (edizione 2013) - per aver colpito Daniel Bryan a Hell in a Cell 2013
- Wrestling Observer Newsletter
  - 5 Star Match (1994) - vs. Razor Ramon a WrestleMania X
  - 5 Star Match (1997) - vs. The Undertaker a Badd Blood
  - Best Babyface (1996)
  - Feud of the Year (2004) - vs. Triple H e Chris Benoit
  - Feud of the Year (2008) - vs. Chris Jericho
  - Match of the Year (1994) - vs. Razor Ramon a WrestleMania X
  - Match of the Year (2008) - vs. Chris Jericho a No Mercy
  - Match of the Year (2009) - vs. The Undertaker a WrestleMania XXV
  - Match of the Year (2010) - vs. The Undertaker a WrestleMania XXVI
  - Most Charismatic (1995, 1996)
  - Tag Team of the Year (1989) - con Marty Jannetty
  - Worst Feud of the Year (2006) - con Triple H vs. Shane e Vince McMahon
  - Worst Worked Match of the Year (2018) - con Triple H vs. Kane e The Undertaker a Crown Jewel 2018
  - Wrestling Observer Newsletter Hall of Fame (2003)

## Filmografia

### Cinema
- The Resurrection of Gavin Stone, regia di Dallas Jenkins (2017)
- Pure Country: Pure Heart, regia di Damon Santostefano (2017)
- Avengers of Justice: Farce Wars, regia di Jarret Tarnol (2018)
- The Marine 6 - Close Quarters, regia di James Nunn (2018)
- 90 Feet from Home, regia di Brett Bentman (2019)

### Televisione
- Baywatch - serie TV, episodio 7x07 (1996)
- Pacific Blue - serie TV, 2 episodi (1999)
- South Beach - serie TV, 1 episodio (2006)
- Mr. McMahon - miniserie TV, 6 episodi (2024)

## Doppiatori italiani
- Bruno Conti in Baywatch
- Francesco Prando in Pacific Blue
- Francesco Cavuoto in Mr. McMahon